# John Cooke Bourne

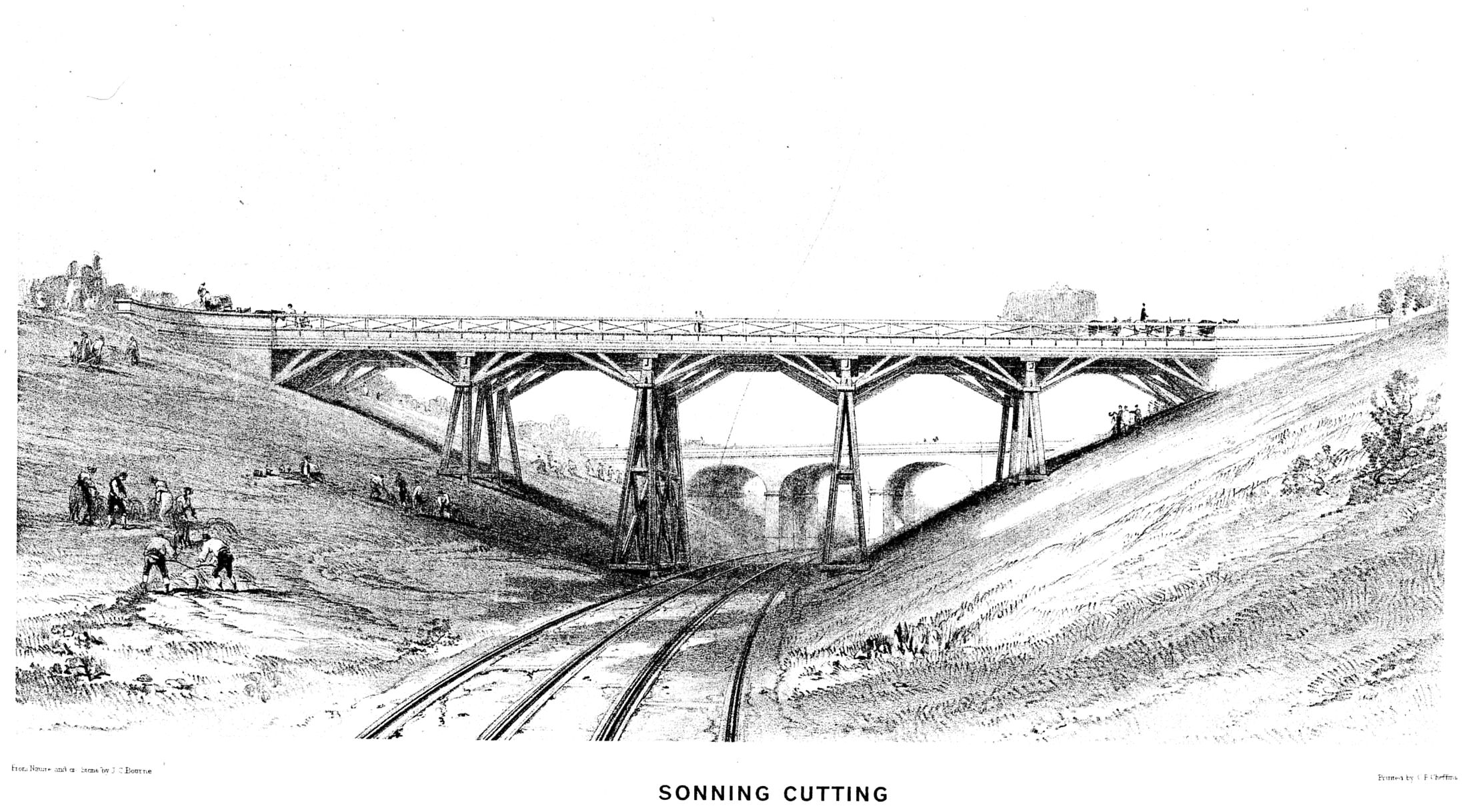
Desmonte de Sonning, cerca del lugar de un accidente sucedido en 1842, causado por el deslizamiento de un talud. Los trabajadores están tratando el material inestable en el lado sur de la trinchera (a la izquierda). Grabado de JC Bourne publicado en 1846

John Cooke Bourne (1 de septiembre de 1814 - febrero de 1896) fue un artista, grabador y fotógrafo británico, conocido por sus litografías que ilustran la construcción del Ferrocarril de Londres y Birmingham y del Great Western Railway.
Sus grabados de ambas obras se publicaron como sendos libros y se convirtieron en representaciones clásicas de la construcción de los primeros ferrocarriles. Las imágenes a menudo se coloreaban a mano para obtener una imagen vívida de los temas representados.

## Biografía
John Cooke Bourne nació en Londres, donde su padre trabajaba como sombrerero en Covent Garden. Estaba emparentado con el grabador George Cooke, que era su padrino, y se hizo amigo de su hijo Edward William Cooke, cuyo tío, William Bernard Cooke (1778-1855), también fue un destacado grabador. Después de completar su educación general, se convirtió en alumno del grabador de paisajes John Pye, que se había especializado en ilustraciones para anuarios populares y libros de bolsillo, y sería influido aún más por el trabajo de Thomas Girtin y John Sell Cotman.
Cuando a principios de la década de 1830, cerca de su casa, comenzó la construcción del Ferrocarril de Londres y Birmingham, el primer ferrocarril de largo recorrido en llegar a Londres, la obra del tendido ferroviario se convirtió en su principal fuente de inspiración. En 1836 comenzó a hacer dibujos del ambiente de la construcción como tema de estudio profesional. Estos dibujos se publicaron en 1838/39 en un libro de cuatro volúmenes, con un texto adjunto de John Britton. A finales de 1840 litografió algunos dibujos para la publicación de Robert Hay, titulada Ilustración de El Cairo. Continuó dibujando escenas de trenes y en la década de 1840 se asoció con Charles Cheffins, quien en 1846 le propuso que produjera una serie de dibujos sobre el Great Western Railway, que conectaba Londres con el suroeste y el oeste de Inglaterra y la mayor parte de Gales. Esto condujo a la publicación en 1846 de Historia del Great Western Railway. Bourne también dibujó las ilustraciones para el libro de Bennet Woodcroft Un bosquejo del origen y el progreso de la navegación a vapor a partir de documentos auténticos, litografiado por Cheffins.

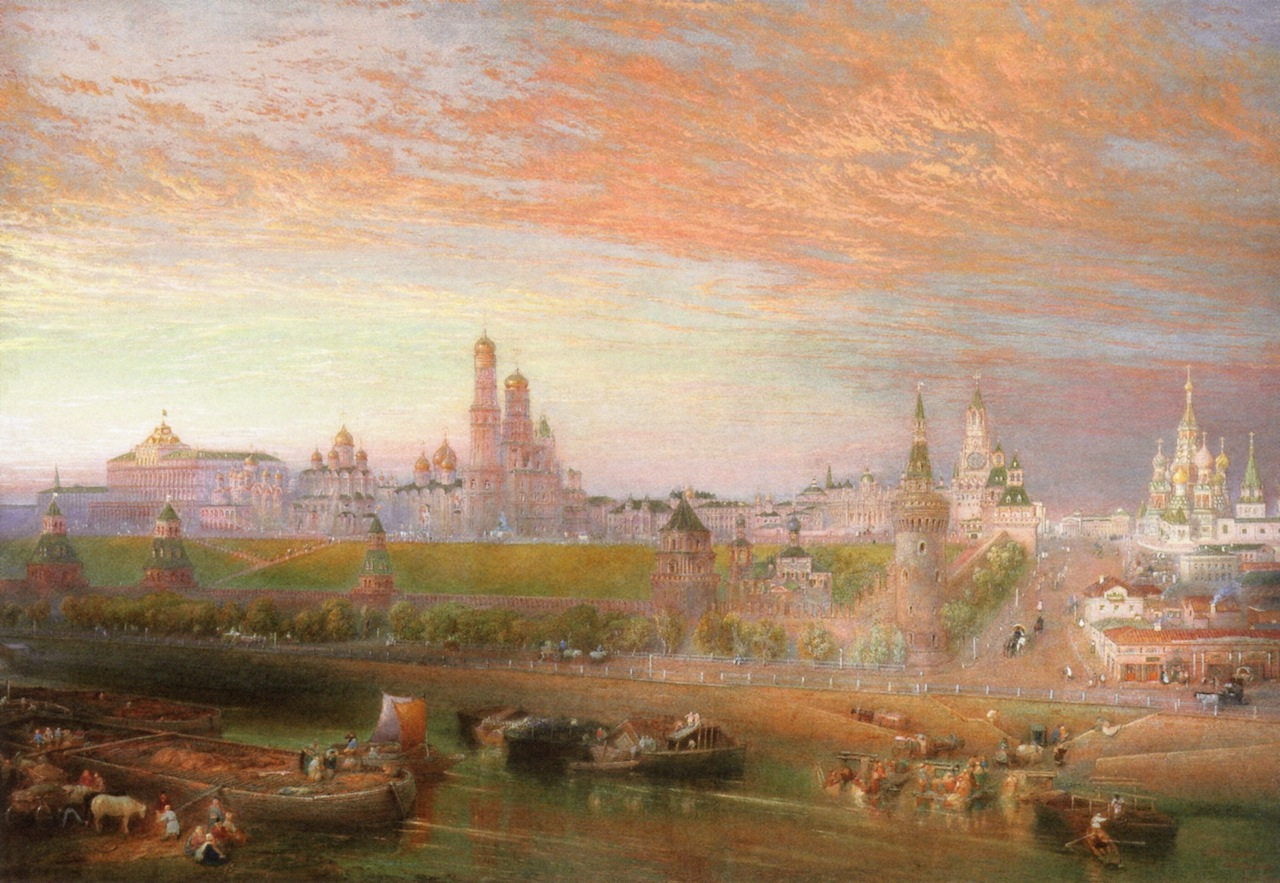
El Kremlin de Moscú, por J.C. Bourne

A finales de la década de 1840, Bourne comenzó a trabajar para Charles Blacker Vignoles, quien fue contratado para construir el puente de cadenas del zar Nicolás en Kiev sobre el río Dniéper. Viajó a Rusia y dibujó y luego fotografió su construcción hasta su finalización en 1853. En ese año hizo algunas fotografías para la cuarta edición de "Un bosquejo del origen y el progreso de la navegación a vapor" de Bennet Woodcroft.
Bourne siguió trabajando en Rusia durante otra década. En el año 1852 viajó junto con Roger Fenton a Moscú y San Petersburgo, lo que dio como resultado su pintura del Kremlin de Moscú (véase la imagen adjunta). Permaneció en Rusia en total durante un período de doce años como ilustrador y fotógrafo, antes de regresar a Inglaterra.
Exhibió su trabajo en la Royal Photographic Society en 1854, la Real Academia de Arte en 1863 y la Royal Society of British Artists en 1865. De regreso a Inglaterra en 1866 se casó con Catherine Cripps y se instaló en Teddington. Murió en 1896 en Brentford, una ciudad situada en el oeste de Londres.

## Trabajo
Las principales obras de Bourne fueron sus dibujos de la construcción del Ferrocarril de Londres y Birmingham y de las operaciones del Great Western Railway, que se imprimieron en 1838/39 y 1846. Después de estas publicaciones, trabajó en Rusia durante más de una década.

### Una serie de dibujos litográficos sobre el ferrocarril de Londres y Birmingham, 1838

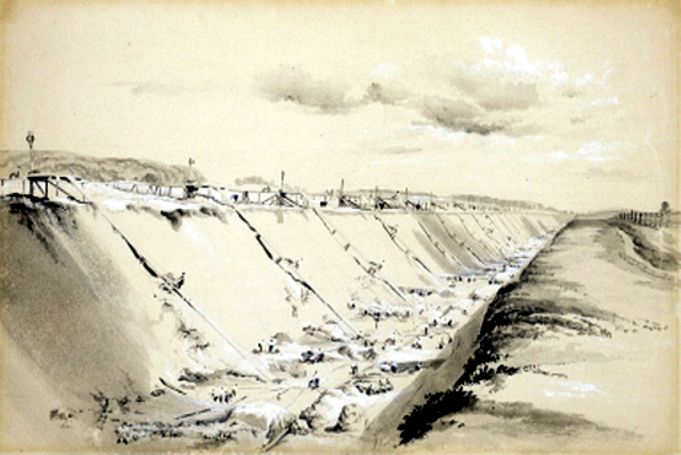
Acuarela original de la construcción del ferrocarril en Tring, 1837

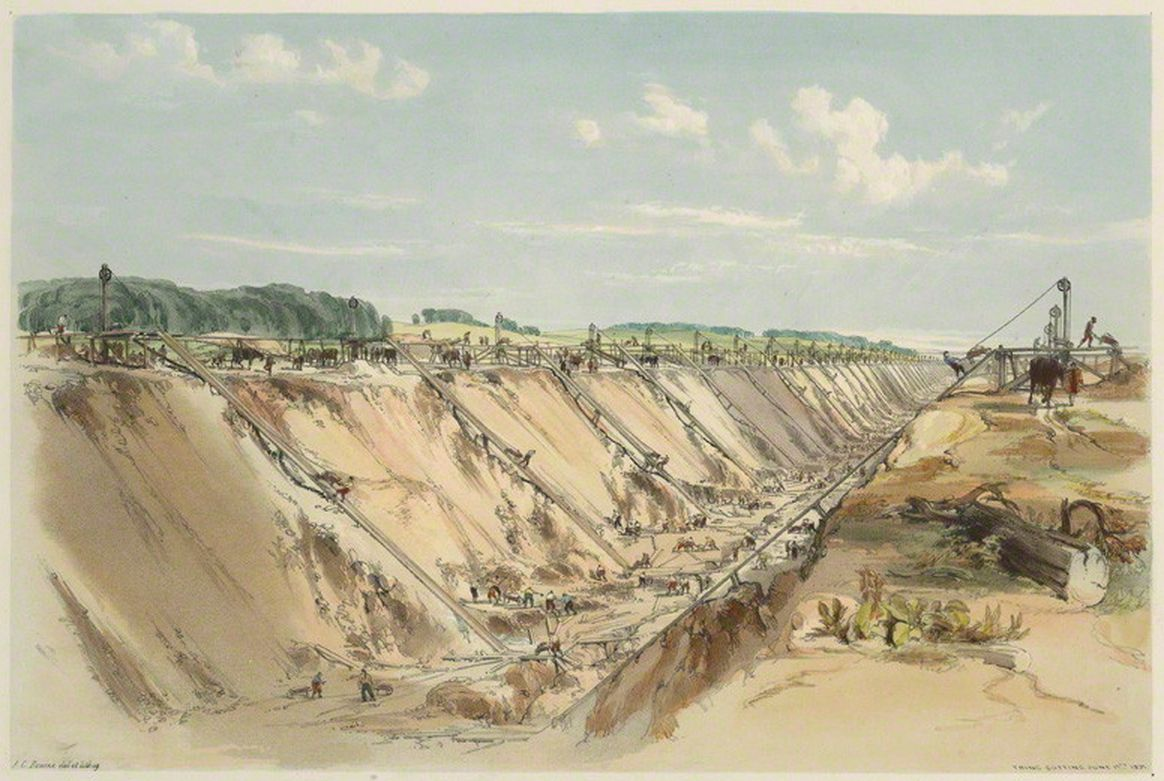
Litografía coloreada a mano, 1838

Las publicaciones de Bourne de 1838, Una serie de dibujos litográficos sobre el ferrocarril de Londres y Birmingham, mostraban la construcción del ferrocarril de Londres a Birmingham en los años 1837 y 1838. Para este trabajo, Bourne había partido de sus acuarelas originales para generar litografías. Las imágenes iban acompañadas de un texto titulado Cuentas topográficas y descriptivas del origen, progreso y ejecución general de aquella gran obra nacional, escrito por John Britton, conocido en su época por la publicación de "Las antigüedades arquitectónicas de Gran Bretaña", que había aparecido en varios volúmenes desde 1807. Britton (1838; p. 14) escribió sobre el trabajo de Bourne:
Representa, no solo algunos de los paisajes más llamativos de la línea, sino también las peculiares operaciones manuales y mecánicas relacionadas con la ejecución de las obras principales. Entre ellas, el proceso de excavación de túneles, la formación de terraplenes y desmontes, el equipo y la maquinaria utilizados en los pozos y los trabajos subterráneos de la casa de máquinas estacionaria en Camden Town, son a la vez notables e interesantes.
Sobre el origen de esta obra, Britton recordaría en su autobiografía de 1849 que unos hermosos dibujos de este Ferrocarril fueron realizados en el año 1838 por el Sr. John C. Bourne, como estudios de la naturaleza. Fueron presentados al propio Britton, quien sugirió la conveniencia de que fueran publicados. Los grandes desmontes, terraplenes y túneles en el Ferrocarril de Londres y Birmingham eran, en el momento mencionado, asuntos de gran novedad e interés continuado para los habitantes de la metrópoli, y parecía por lo tanto cierto que "la belleza de los dibujos del Sr. Bourne y la popularidad del tema asegurarían el éxito en su publicación".
Britton (1849) afirmó además acerca de las técnicas utilizadas que: "Al considerar el mejor modo de multiplicar los dibujos, se adoptó la litografía tintada, como la técnica más adecuada para preservar el espíritu y el carácter de los originales, sin reducirlos en tamaño. Aunque el Sr. Bourne no había hecho previamente ningún dibujo sobre piedra, tuvo un éxito eminente incluso en sus primeros intentos; y la totalidad de la serie (treinta y siete en número) fue así ejecutada por él mismo. Las ilustraciones se publicaron en cuatro partes periódicas, a una guinea cada una (folio super real). Una vez finalizado el trabajo, el Sr. Britton escribió un Informe histórico y descriptivo general del ferrocarril, que ocupa veintiséis páginas closely- impresas".

### Revisión de 1838
Una de las primeras reseñas de este trabajo en The Architectural Magazine realizada por John Claudius Loudon, describió que "el presente trabajo comprenderá una serie de treinta y tres, o más, bocetos terminados, ejecutados por el artista en los lugares respectivos, y trasladados por él mismo a la piedra, con escrupulosa fidelidad. Al término de la obra, y con el último número, se entregará a los suscriptores una breve Relación Topográfica y Descriptiva del Origen, Progreso y Ejecución general de esta gran Línea Nacional de Ferrocarril, con pies descriptivos de las escenas y objetos delineados en los diferentes dibujos.
Las litografías que estarán contenidas en el conjunto de la obra son las siguientes:

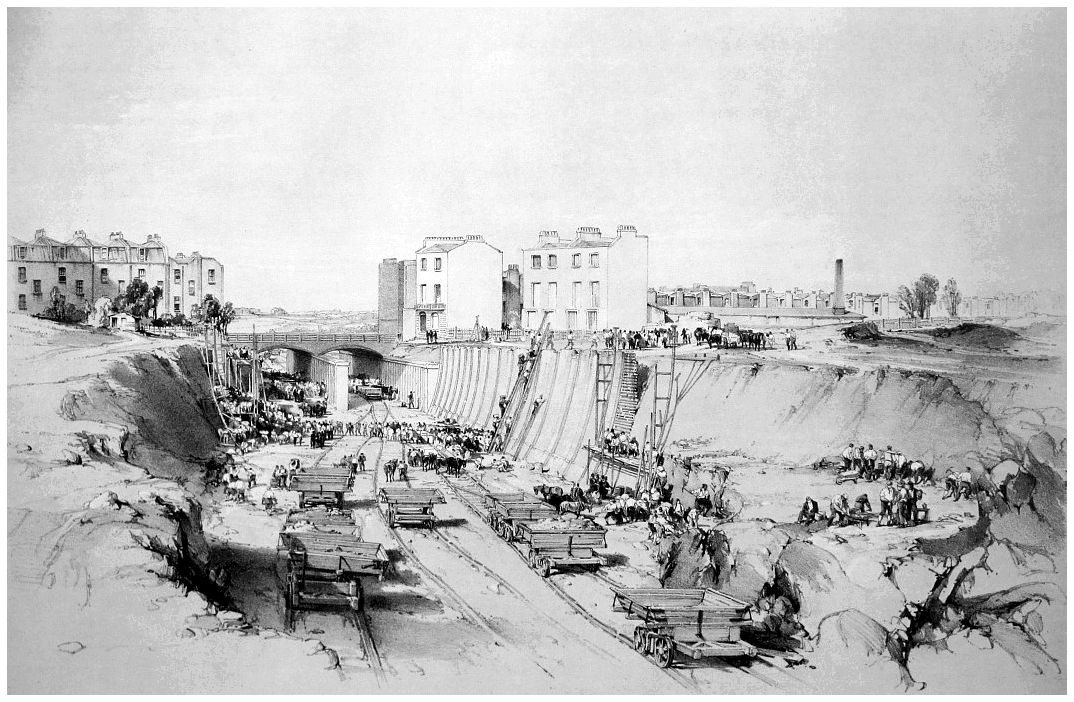
Excavaciones y edificios, Park Village

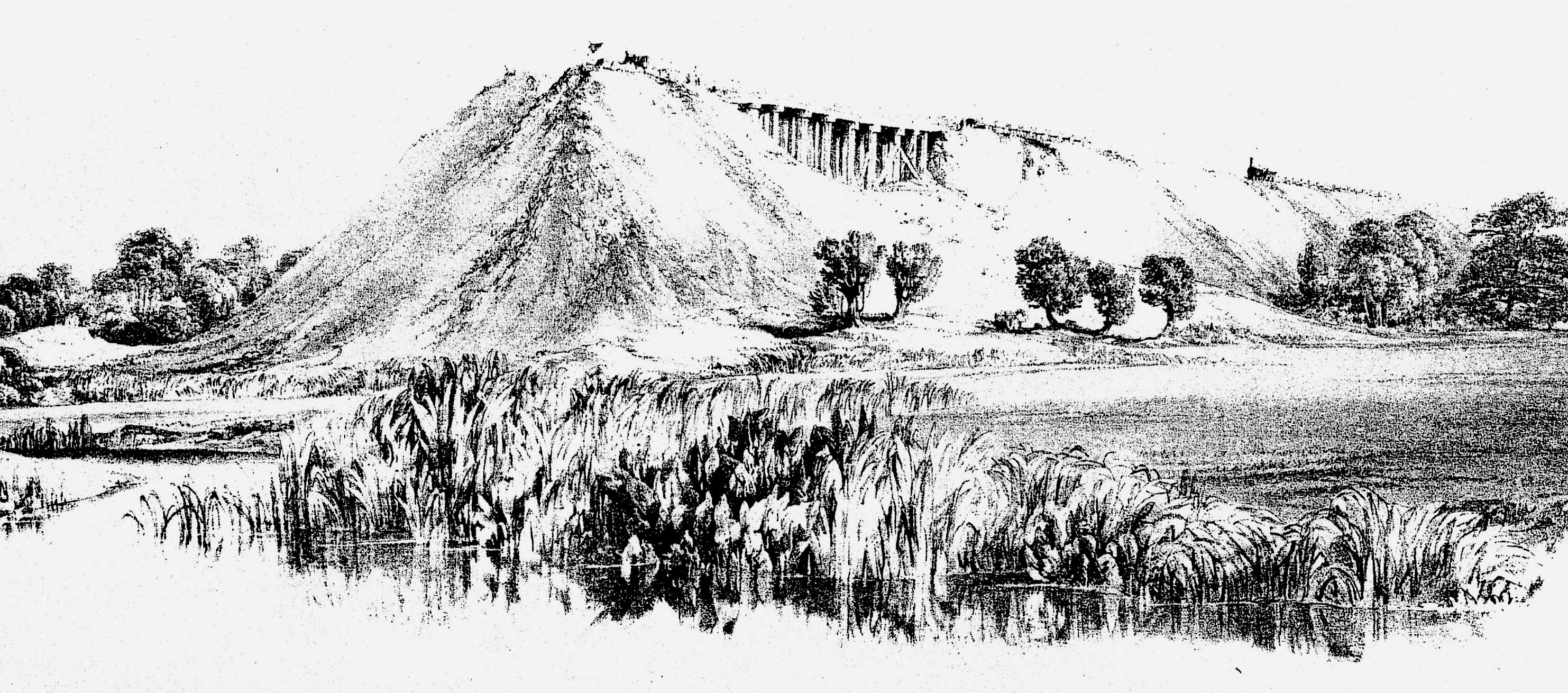
Deslizamiento de tierras en el viaducto de Wolverton durante la construcción del Ferrocarril de Londres y Birmingham

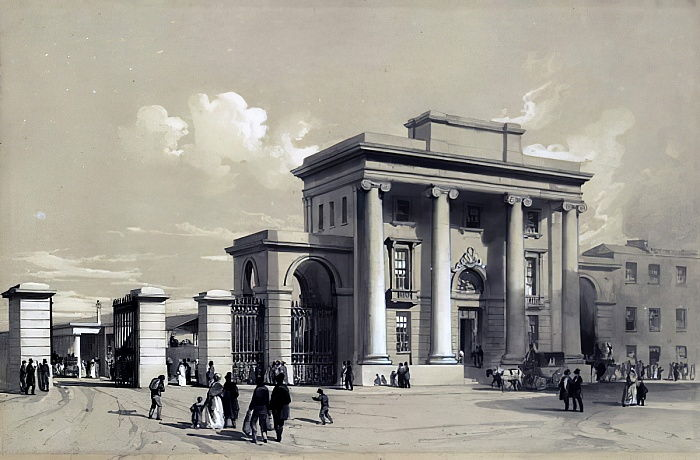
Vista de la Estación de Birmingham, 1837

N.º ii. Puertas de entrada de Londres, con oficinas, &c.
N.º iii. Vista del Área cubierta anexa a las oficinas de reservas.
N.º iv. Vista de partes de un puente bajo Hampstead Road, &c.
N.º v. Vista debajo del puente de Hampstead Road.
N.º vi. Excavaciones y Edificaciones, Park Village.
N.º vii. Cara Este del Puente sobre el Canal Regente en Camden Town.
N.º viii. Vista de la Estación de Camden, mostrando la Casa de Máquinas Locomotoras, los pozos de la chimenea del Edificio del Motor Estacionario, &c.
N.º ix. Vista de la Entrada sur del Túnel en Primrose Hill.
N.º x. Vista del terraplén curvilíneo, cerca de Watford.
N.º xi. El viaducto sobre el río Colne, cerca de Watford.
N.º xii. Vista de la cara sur del túnel de Watford.
N.º xiii. Cara este del puente de Nash Mill.
N.º xiv. Trasiego de caballos, que muestra el tendido del balasto en el terraplén de Boxmoor.
N.º xv. Vista del puente de arco oblicuo en Boxmoor.
N.º xvi. Puente sobre el ferrocarril de Gravelpath Lane, cerca de Berkhamsted.
N.º xvii. Desmonte profundo, con trasiego de caballos, cerca de Tring.
N.º xviii. Jackdaw Hill, Linslade, desde el sureste.
N.º xix. Cara este del puente de Denbigh Hall.
N.º xx. Vista del terraplén de Wolverton, durante su construcción.
N.º xxi. Vista del diaducto de Wolverton desde el suroeste.
N.º xxii y xxiii. Vista mostrando diferentes porciones de los desmontes de Blisworth.
N.º xxiv. El viaducto de Weedon desde el este.
N.º xxiv. y xxvi. Interior del túnel de Kilsby, y entrada al mismo.
N.º xxviii. Motor y mecanismo de elevación en el pozo de acceso al túnel de Kilsby.
N.º xxviii. Bombas en el mismo túnel, con la casa de motores y otros elementos en la distancia, &c.
N.º xxix. Acopios de ladrillos en el túnel de Kilsby.
N.º xxx. Vista del viaducto sobre el río Avon.
N.º xxxii. Vista del viaducto de Sherbourne, cerca de Coventry.
N.º xxxiii y xxxiii. Vistas de la Estación de Birmingham.
La segunda parte de la obra apareció en noviembre de 1838, y las dos siguientes a intervalos de dos meses después.
Loudon (1838) continúa: "De los méritos artísticos de las litografías, no podemos hablar en términos demasiado elevados; y como retratos, habiendo pasado en toda la línea de Londres a Birmingham, se nos aparecen, hasta donde pudimos juzgar en ese tránsito rápido, suficientemente fieles. Para estos dos resultados, es una gran ventaja que el mismo artista que hizo los dibujos del natural los haya trasladado también a la piedra."
Por su parte, Britton (1838) comentó en el texto que:
Los dibujos fueron realizados durante los años 1836, 1837 y 1838; y fueron pensados como temas de estudio profesional, como escenas y composiciones repletas de efecto pintoresco y carácter artístico, más que con la intención de su publicación. A medida que aumentaban en número, aumentaban en interés; y, como colectivamente han brindado diversión e información a muchos aficionados y hombres de ciencia, por quienes han sido examinados y aplaudidos, el artista se ve inducido a someterlos a la prueba de la crítica pública, por la cual sus méritos intrínsecos y relativos se verán reflejados, para ser debida y justamente apreciados. Están destinados a mostrar tanto la letra como el espíritu de la construcción ferroviaria, representando no solo localidades y acompañamientos en la línea  en su forma completa, sino terraplenes, viaductos, túneles y puentes, en tan diversas etapas de progreso, mostrando su formación práctica y construcción.
Loudon (1838) concluyó que: "Se añade que, por ese motivo, es probable que gratifiquen tanto al amante de lo pintoresco como al hombre de ciencia: el primero, por la variedad de líneas y combinaciones; y el último, por los diferentes modos de aplicación de la maquinaria y del trabajo manual."

### Comentarios de 1839
Una revisión de 1939 en The Civil Engineer and Architect's Journal mencionó las otras dos partes. Afirmó además, que:
"... este es un espléndido ejemplo de arte ferroviario, y es una obra que le da crédito al artista y comunica un interés adicional al ferrocarril. Las dos partes ahora ante nosotros completan el trabajo, y se entregan con un texto que da sentido al conjunto; los dibujos litográficos están bellamente ejecutados y son representaciones fieles. De hecho, es una obra que para el ingeniero es un espléndido memorial de las técnicas contemporáneas, mientras que para el noble y el admirador de las bellas artes, merece ser preservada como un espécimen único de arte, e ilustrativo de una de las empresas más sorprendentes de esta era maravillosa".
El Diario Ferroviario de Herapath, vol. 6 (1839) explica además que:
"Hemos recibido la segunda parte de esta hermosa obra, y estamos felices de percibir que exhibe, si es posible, una mejora sobre la primera. Los temas están igualmente bien elegidos y delineados con la misma fidelidad y exquisito efecto. El Sr. Bourne parece haber adoptado el método mejor calculado para la ilustración de sus temas, y sus dibujos pueden desafiar sin miedo la comparación con los de los primeros paisajistas de la época. El terraplén de Watford, el viaducto sobre el Colne y el de Wolverton, y las dos vistas interiores del túnel de Kilsby (que, junto con un hermoso mapa de la línea y otros cuatro dibujos, constituyen el presente número), confirmarán plenamente nuestras observaciones sobre el efecto más sorprendente y singular, que no podría haber sido producido por ningún otro modo de ejecución, así como por el nuevo estilo de litografía. El dibujo de la excavación cerca de Park-street, con sus miríadas de trabajadores y objetos, es, creemos, una excelente ilustración de la vastedad de esta gran obra, como puede concebirse, y la escena no es deficiente en efecto pictórico. En general, parece probable que este trabajo sea una buena ilustración de la gran empresa a la que está dedicado".

### Revisión de la década de 1840

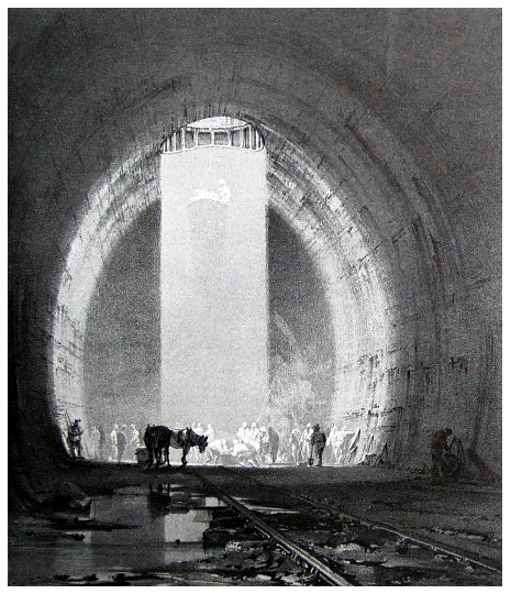
Interior del túnel de Kilsby, 1837

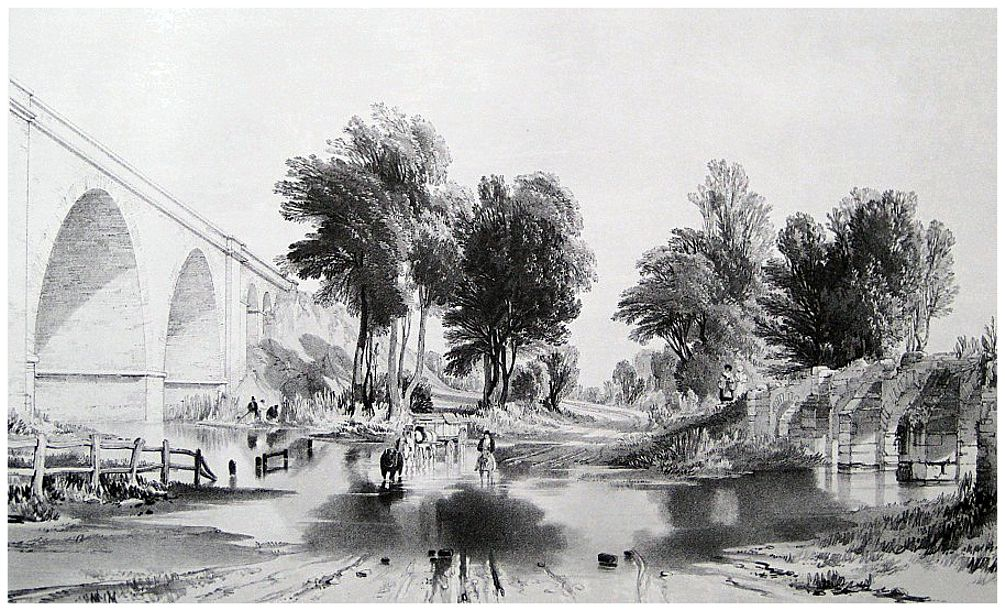
Viaducto sobre el río Blythe, 1838

Una reseña de 1840 en The Gentleman's Magazine describe que el volumen contiene "una serie de treinta y siete vistas de partes de la línea del Ferrocarril de Birmingham, desde la entrada en Euston Grove hasta su terminación. Están ejecutadas en litografía, y coloreadas; y es justo decir que dan gran crédito al lápiz del artista. Quizá no haya objeto menos pintoresco, o según todas las apariencias, más incapaz de producir efecto que un plano angosto y embotado, pero en manos del Sr. Bourne, el tema parece haber perdido mucho de su carácter intratable y, gracias al hábil uso de los accesorios, ha resultado ser mucho más agradable de lo que a primera vista prometía haber sido."
Se representan las distintas etapas de la obra, desde la excavación y el terraplén, hasta la obra completa. En algunas de las primeras vistas, la escena se ve variada por el bullicio y la vida que muestran los cientos de trabajadores dedicados a sus diferentes oficios.
Dos vistas del Túnel de Kilsby son interesantes; en la primera, "un pozo de trabajo", la poderosa luz que irrumpe a través de la abertura en el techo y muestra al grupo de trabajadores y caballos con uno de los operarios que desciende, brinda una idea sorprendente de la inmensidad del túnel mismo. "la visibilidad del rayo de luz del pozo", dice el Sr. Britton, "es ocasionada por la opacidad y la humedad de la atmósfera, que surge de la falta de ventilación". En un artículo de 2008, Mike McKiernan comentó esta misma imagen:
En el dibujo, la excavación de un túnel está muy avanzada. Una sola vía atraviesa la galería (finalmente tendría dos vías) mientras que los trabajadores (peones) se reúnen debajo de un pozo. Dos caballos, enjaezados para el transporte, están parados pacientemente muy cerca. Un grupo de hombres lucha por mover una cesta de escombros y, por encima de ellos, un trabajador sube a la superficie con más escombros. En el fondo, a la derecha, sale humo de un fuego mientras que en el primer plano, a la derecha, un trabajador afila una herramienta con una piedra de amolar. En ese momento, la mayoría de los compañeros artistas de Bourne estaban preocupados por capturar el idílico ambiente pastoral de los campesinos que realizaban tareas rurales. Pero Bourne celebraba el arduo trabajo de los peones de una manera casi sagrada. Usaba la luz del pozo para crear una atmósfera espiritual, donde el hombre asciende hacia el cielo...
Según la revisión de 1840, otra imagen "el gran conducto del ventilador transmite una idea igualmente buena de la apariencia de este vasto pasaje que se reduce en la distancia hasta convertirse en una simple mota. Una vista muy pintoresca del viaducto sobre el río Blythe, cerca del final de la ferrocarril, tiene el singular mérito de mostrar en lados opuestos de la misma vista, una comparación entre los modos antiguo y moderno de construcción de puentes. Los pilares macizos, asegurados además por contrafuertes y arcos angostos del puente del antiguo fuerte, ofrecen un curioso contraste con la gran altura y la amplia luz de los esbeltos apoyos del viaducto moderno".

### Problemas ferroviarios
Clooke tenía una intuición especial para reflejar los problemas que encontraban las compañías ferroviarias. Se pueden ver, por ejemplo, en su grabado del desmonte de Sonning, donde se produjo un terrible accidente en diciembre de 1842. El tren chocó con un los materiales de un corrimiento de tierra que obstruyó las vías, matando a nueve albañiles que regresaban del trabajo en Londres al West Country. La imagen muestra a los o unos obreros despejando el talud de materiales inestables.
Otro de sus famosos grabados muestra un gran corrimiento de tierra en el Ferrocarril de Londres y Birmingham, justo al norte de los trabajos ferroviarios en Wolverton, que ocurrió durante la construcción en Wolverton del viaducto sobre el río Ouse.

### Historia del Gran Ferrocarril del Oeste, 1846

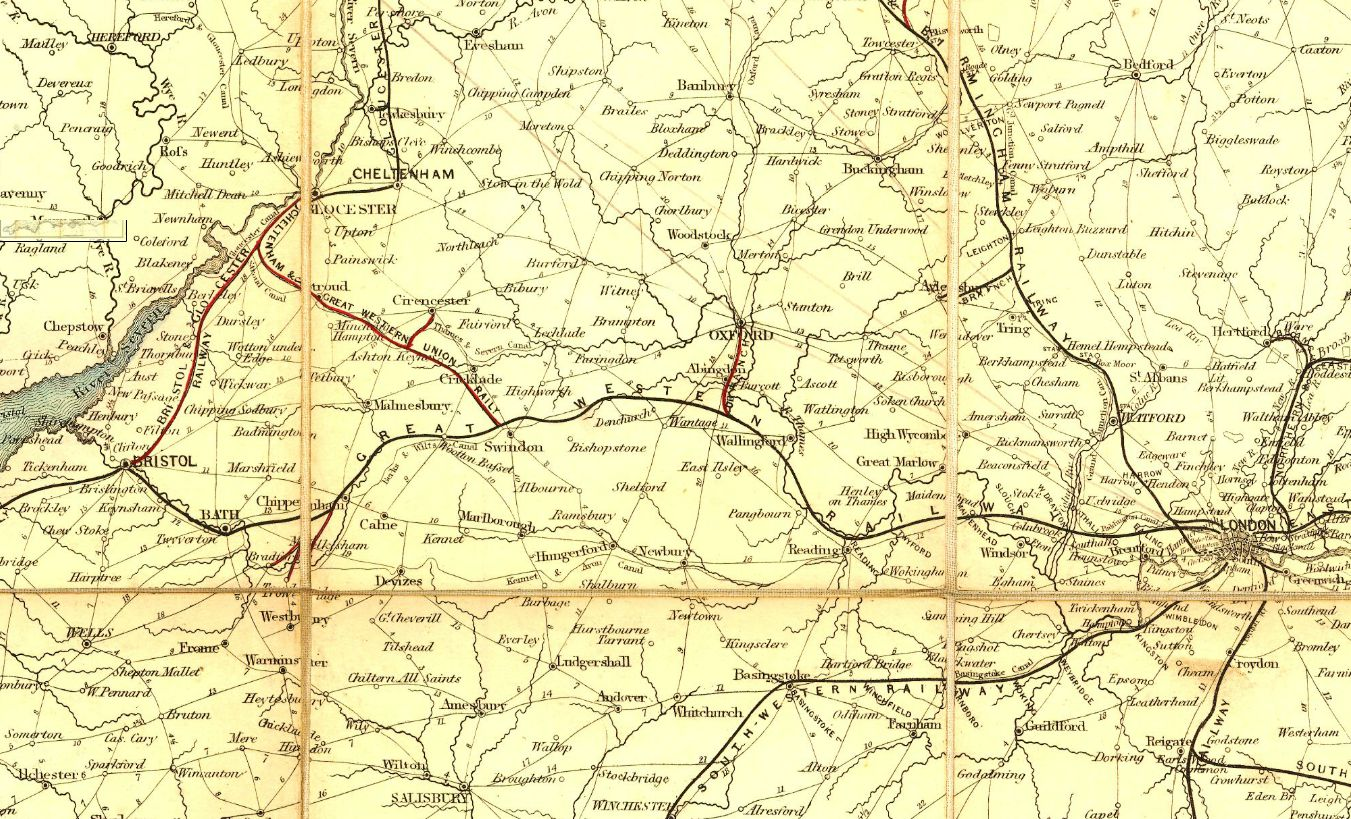
Ruta del Great Western Railway en el mapa de Cheffin (1850)

En 1846, Bourne publicó su segundo libro con una serie de dibujos del Great Western Railway, que unía Londres con el suroeste y el oeste de Inglaterra y la mayor parte de Gales. El título completo de esta obra, como se anuncia en un volumen del "Boletín literario de Appleton" de 1846, era:
La Historia y Descripción del Gran Ferrocarril del Oeste; incluyendo su Geología y las Antigüedades del Distrito por donde pasa, acompañadas de un Plano y Sección de la vía férrea, un Mapa Geológico, y de numerosas Vistas de sus principales Viaductos, Túneles, Estaciones, y del Paisaje y Antigüedades de sus Inmediaciones, de Dibujos tomados expresamente para esta obra, y ejecutados en litografía por John C. Bourne. Folio, págs. 76, 34 láminas.
La idea de este trabajo surgió de la editorial y se debió a la popularidad de este tema. El estilo de los dibujos era significativamente diferente de su trabajo de 1838 en el Ferrocarril de Londres y Birmingham. Era más impresionista y estaba compuesto de "una manera mucho más pictórica". Freeman & Aldcroft (1991) estipularon que en este volumen "se reduce el énfasis en las hazañas de ingeniería (presumiblemente porque la línea ya tenía algunos años), y el enfoque cambia más a las vistas desde la ventana del vagón y las instalaciones proporcionadas por las estaciones: las maravillas de la construcción han dado paso a los placeres y las comodidades de los viajes en tren".

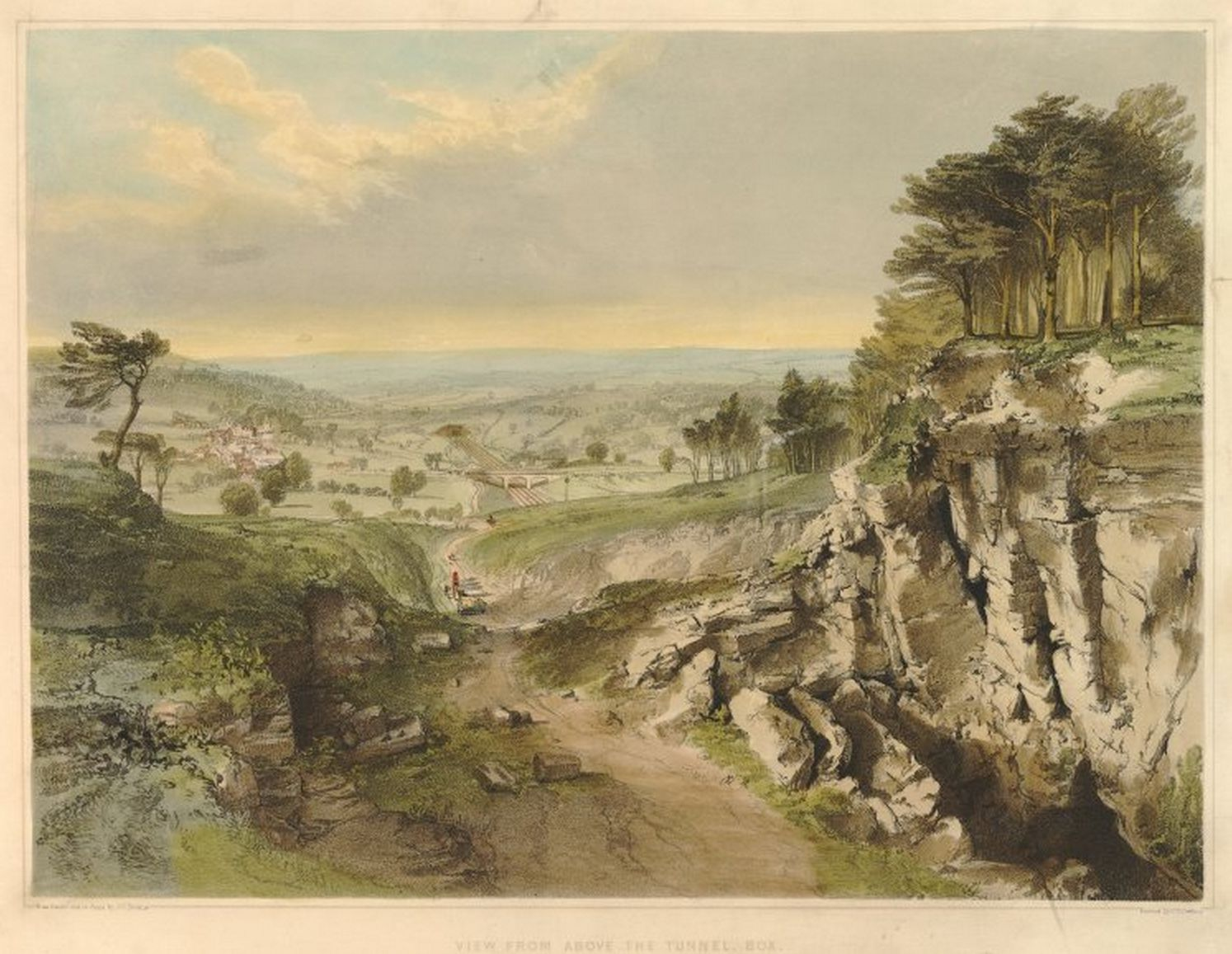
Vista desde arriba del túnel de Box, 1846

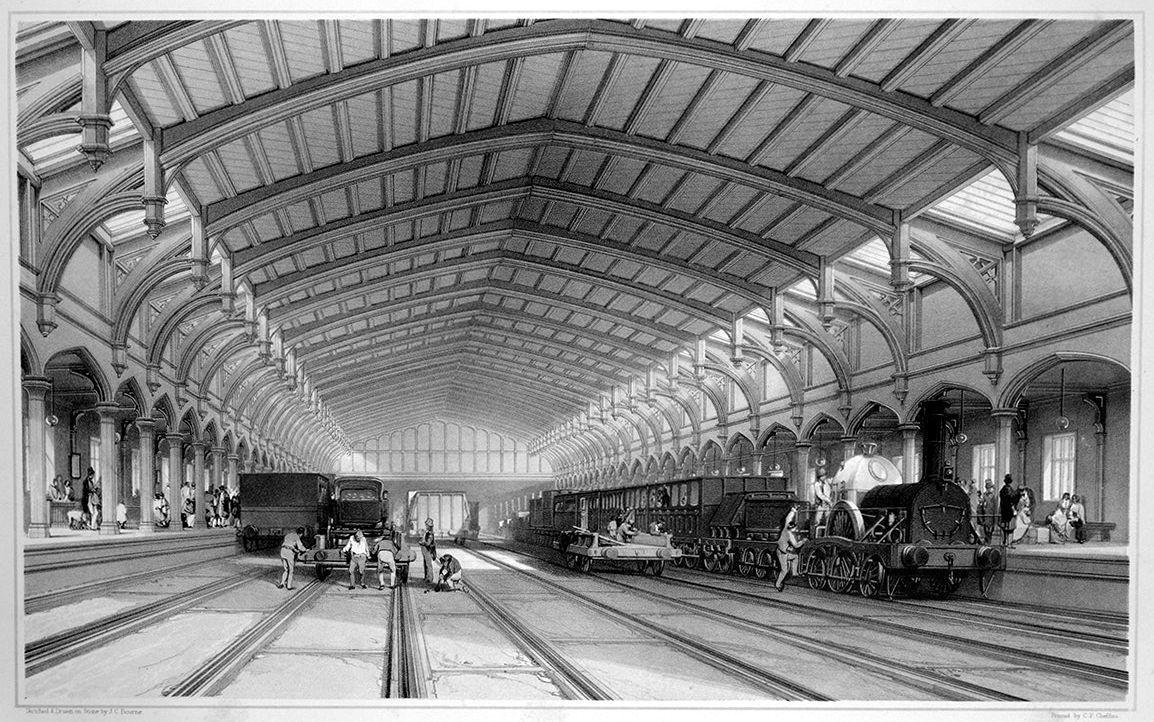
Grabado de la cubierta de la Estación de Bristol Temple Meads, 1846

El texto que acompaña a las imágenes fue escrito por el ingeniero George Thomas Clark, y en esos días fue discutido en múltiples fuentes. El volumen de la obra de Bourne fue reproducido en 1969.

### Revisión de 1846
Una reseña de 1846 en The Gentleman's Magazine sobre la Historia del Gran Ferrocarril del Oeste comienza explicando en general que "la historia y la ilustración de los grandes ferrocarriles de la actualidad es un tema fértil, y uno que no puede dejar de despertar el interés, no solo entre los individuos inmediatamente relacionados con ellos, sino entre el público en general, y los hombres de ciencia y filósofos en particular. Lo que hace solo unos años atrás eran asuntos de especulación y misterio ahora son reconocidos familiarmente por la gran masa del pblico lector. En la Línea del Great Western se han incluido muchas novedades y mejoras ferroviarias, asombrando y confundiendo a la vez a quienes predijeron su fracaso total. No puede dejar de ser profundamente interesante rastrear el origen, el progreso y los efectos de esta estupenda empresa, ahora que ha estado funcionando con éxito durante años".
Específicamente sobre el trabajo, la revisión establece que:
Este volumen proporciona esa información, con muchas otras interesantes, como asuntos de carácter colateral. Los dibujos litográficos del Sr. Bourne ya se conocen favorablemente, y es suficiente decir que ha mostrado el mismo espíritu, gusto y precisión de delineación en este trabajo que en sus temas anteriores. Las vistas actuales abarcan treinta y seis puntos diferentes del Great Western, desde la estación de Paddington y el viaducto de Hanwell, hasta las estaciones de Slough y Swindon; y en particular el gran túnel de Box, también el interesante paisaje y las obras en las cercanías de Bath y Bristol. Así mismo, se incluyen catorce dibujos arquitectónicos como Apéndice, que son vistas y detalles de las iglesias antiguas más notables próximas a la línea del ferrocarril, y de igual forma sus fuentes, portales, efigies sepulcrales, etc.
Y continúa, que "el apartado ilustrativo se completa con un mapa del trazado de la línea, y un mapa geológico del singular distrito en que termina el Great Western Railway, y por el que se llevan, en sentido contrario, sus continuaciones hacia Exeter, por un lado, y Gloucester, por el otro. La tipografía, además de una descripción de la ruta del ferrocarril, de esas bellas obras arquitectónicas, sus viaductos y puentes, que, aunque atravesados diariamente por miles de personas, en realidad son vistos por pocos, y de la topografía y las características geológicas de la línea, comprende una breve historia de la formación de la empresa, mientras que en una introducción se familiariza al lector no profesional con los principios de la construcción ferroviaria, y la aplicación y regulación de la locomotora de vapor. Se verá que cada rama del tema ha recibido atención, y el resultado es la producción de un volumen altamente meritorio para todas las partes involucradas".

### Puente colgante propuesto en Kiev, 1847
A finales de la década de 1840, Bourne comenzó a trabajar para Charles Blacker Vignoles, quien fue contratado para construir el puente de cadenas del zar Nicolás en Kiev sobre el río Dniéper. Bourne hizo el boceto siguiente, que se presentó al Zar en 1847. La construcción del puente comenzó en 1848 y se completó en 1855. Bourne hizo dibujos y luego fotografías semanales de cada etapa de su construcción.

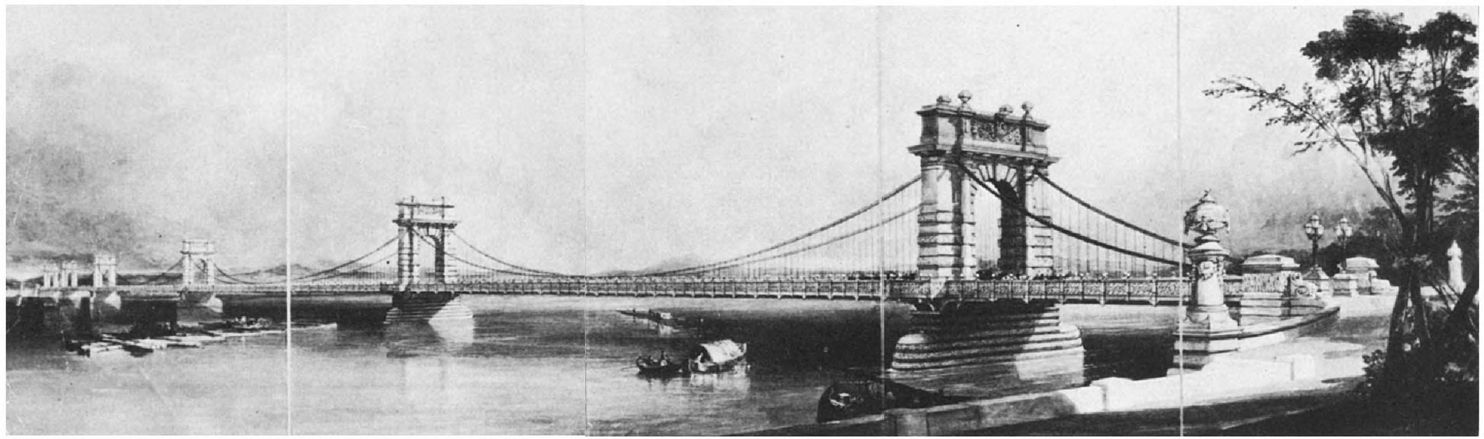
Bosquejo del puente colgante propuesto en Kiev diseñado por Charles Blacker Vignoles y dibujado por John Cooke Bourne, 1847.

En este período, Bourne también aprendió a hacer daguerrotipos, que se introdujeron en 1839, y calotipos, que se introdujeron en 1841. Fue animado por Charles Blacker Vignoles, que era un fotógrafo aficionado, a utilizar esas técnicas para documentar la construcción posterior del puente. Pronto se dio cuenta de que "el registro preciso de la fotografía... reemplazaría al dibujo como un medio para hacer vistas topográficas" porque era menos costoso y más preciso.

## Legado

### Ilustraciones ferroviarias
En el siglo XIX Bourne hizo visible la fascinación por la nueva tecnología ferroviaria. Fue uno de los primeros artistas en "integrar la representación de la construcción del ferrocarril en una tradición paisajística bien establecida. A veces, los rieles eran apenas visibles o coexistían con los elementos del paisaje común de ganado, rocas, cielo y vegetación". Hoy en día, Bourne es considerado uno de los mejores artistas ferroviarios, y Elton lo describe como "el Piranesi de la Era Ferroviaria". Según Russell (2001), las dos series de escenas ferroviarias de Bourne fueron las únicas obras que igualaron el trabajo de Thomas Shotter Boys. Burman y Stratton (1997) señalaron que:
Las colosales obras de ingeniería para estas líneas principales dependían, al igual que los canales, en gran medida del trabajo manual con la ayuda de picos y carretillas. Su escala, y el esfuerzo humano necesario para crearlas, se transmite maravillosamente en los dibujos de John Cook Bourne, ilustrando el terraplén de Camden y el desmonte de Tring en el Ferrocarril de Londres & Birmingham (Bourne, 1839) y el puente de Maidenhead y el  túnel de Box en la línea principal del Great Western de Paddington a Bristol (Bourne, 1846).
Más en general, Russell (2001) resume:
El trabajo de Bourne muestra la línea y sus estructuras asociadas en construcción, y proporciona un registro valiosísimo de los comienzos de la ingeniería ferroviaria victoriana. De sus grabados obtenemos una impresión visual de la magnitud del proyecto y de la perturbación que provocó en la ciudad y el campo. Es fascinante ver la gran cantidad de hombres, los peones, empleados en la construcción del muro de contención en Camden Town y apreciar lo que estaba involucrado en una gran empresa como la excavación del desmonte en Tring. Mientras que a los pintores contemporáneos les gustaba poblar sus cuadros, en palabras de Francis Klingender, "con campesinos nobles y sin prisas que realizaban sus tareas sencillas en un entorno idílico", los únicos campesinos que incluye Bourne huyen del ruido y el humo de las voladuras de rocas en Linslade.
En su "El arte y la revolución industrial", Klingender (1968) había agregado con entusiasmo: "Las imágenes del Gran Ferrocarril del Oeste de Bourne se hacen eco del movimiento y la arrogancia del gran ferrocarril de vía ancha de Isambard Kingdom Brunel..."
En su día, sin embargo, el trabajo de Bourne tenía poco valor de mercado, porque "los mecenas del arte de la época deseaban cualquier cosa antes que recordar la revolución social y tecnológica que estaba ocurriendo a su alrededor". También las exclusivas "imágenes como las de J. C. Bourne fueron comprensiblemente vistas por un estrato muy limitado de la sociedad, mientras que Dickens describía lo que veían todas las clases sociales..."

### Litografías

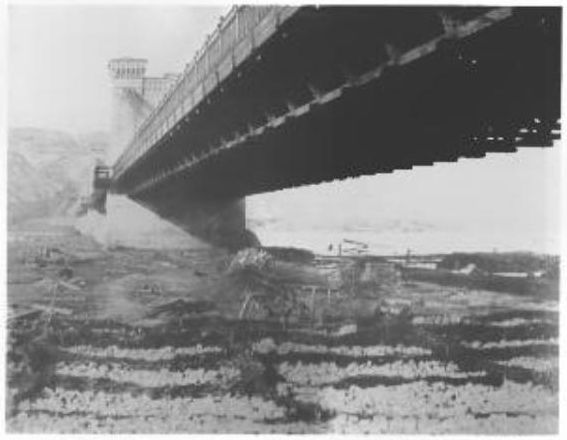
Puente sobre el río Dnieper por Bourne, 1855

El trabajo inicial de Bourne se ha identificado como uno de los primeros ejemplos excelentes de la aplicación de la litografía, que se inventó a fines del siglo XVIII. Un capítulo sobre la historia de la litografía describe que después de un período de iniciación a principios del siglo XIX, la exploración comercial de la litografía comenzó en 1818:
Desde sus inicios, el uso de la litografía ha sido principalmente comercial: para mapas, música, libros, reproducción de imágenes e impresión manual. Los naturalistas registraron especies: el francés Charles-Alexandre Lesueur (1778-1846) hizo algunas de las primeras litografías de Estados Unidos en 1821-22, cuando representó peces en el "Diario de la Academia de Ciencias Naturales". Las láminas de Edward Lear para un importante estudio de loros datan de una década después. La topografía dominó durante la década de 1820, cuando se registraron las tierras recién exploradas y el "Gran Tour" europeo. "Voyages pittoresques et romantiques dans l'ancienne France" del barón Taylor (París, 1820-1878), en unos 20 volúmenes, fue el proyecto más ambicioso. J. D. Harding, que produjo varios manuales de dibujo litográfico, fue pionero en el uso de los descubrimientos de Hullmandel, en particular, la litotinta en "El parque y el bosque" (Londres, 1841). John Cooke Bourne aportó poesía a su registro litográfico de los ferrocarriles británicos. El intaglio dominó las reproducciones, pero algunos artistas franceses litografiaron sus propias pinturas o las hicieron reproducir profesionalmente. El proceso fue ideal para editar facsímiles de los dibujos...
Wakefield (1973, p. 37) agrega más específicamente que "a finales de la década de 1830 era de uso común, siendo empleado en algunos libros muy atractivos como Drawings of the London and Birmingham Railway de John Britton, 1839, con ilustraciones de John Cooke Bourne. Su efecto depende de la repulsión entre la grasa y el agua: una imagen trazada con pigmentos grasos sobre una superficie de piedra caliza lisa se humedece primero y luego se entinta; la imagen repele el agua pero acepta la tinta, mientras que la piedra acepta el agua y, en consecuencia, repele la tinta. La imagen se puede imprimir en papel pasando piedra y papel a través de una prensa, lo que da una imagen en negro sobre un fondo blanco. En 1837 se estaba convirtiendo en una práctica común agregar la impresión de otra piedra, impresa en un color pajizo para dar un fondo teñido, y esto produjo lo que se conoce como litografías teñidas. En Inglaterra fueron desarrolladas por C.J. Hullmandel, quien fue el litógrafo más importante que trabajó en Inglaterra en la primera parte del siglo."

### Fotografía
En 1855 se concedió a Bourne (con domicilio en Holmes Terrace, Kentish Town en el condado de Middlesex), una patente para un nuevo diseño de cámara, descrito como Mejoras en aparatos fotográficos. Este diseño "permitía que la lente se moviera en un ranura curva cuyo radio era el mismo que la distancia focal de la lente".

## Publicaciones
- John C. Bourne y John Britton. Dibujos del Ferrocarril de Londres y Birmingham, 1839.
- Robert Hay, John C. Bourne. Ilustración de El Cairo. Por R. H. Dibujado en piedra por J. C. Bourne, 1840
- John C. Bourne. Historia y descripción del Great Western Railway, 1846.

Acerca de John C. Bourne
- Edward Pett Thompson, La vida en Rusia, Smith, Elder and Co, 1848
- Francis Klingender, El Arte y la Revolución Industrial, Adams & Mackay, 1968
- Hannavy, John, "John Cooke Bourne, Charles Blacker Vignoles y el puente colgante del Dnieper", Historia de la fotografía, vol. 28, (2004) Invierno. págs. 334?347